# Hapoel Kirjat Gat FC
Hapoel Kiryat Gat Football Club (hebrejsky: מ.ס. הפועל קריית גת) byl izraelský fotbalový klub sídlící ve městě Kirjat Gat. Klub byl založen v roce 2008 po zániku Beitar Kirjat Gat FC, který se sloučil do klubu Maccabi Kirjat Gat FC. Klub zanikl v roce 2012.

## Umístění v jednotlivých sezonách
| Sezóny  | Liga                      | Úroveň | Z  | V  | R | P  | VG | OG | +/- | B  | Pozice |
| ------- | ------------------------- | ------ | -- | -- | - | -- | -- | -- | --- | -- | ------ |
| 2009/10 | Liga Bet - Jižní divize B | 4      | 30 | 12 | 4 | 14 | 42 | 51 | -9  | 40 | 8.     |
| 2010/11 | Liga Bet - Jižní divize B | 4      | 30 | 7  | 7 | 14 | 29 | 46 | -17 | 28 | 13.    |
| 2011/12 | Liga Bet - Jižní divize B | 4      | 30 | 14 | 4 | 12 | 42 | 49 | -7  | 46 | 5.     |